# Neuradaceae
Neuradaceae Kostel., 1835 è una famiglia di piante angiosperme dell'ordine Malvales.

## Tassonomia
La famiglia comprende i seguenti generi:
- Grielum L.
- Neurada B.Juss.
- Neuradopsis Bremek. & Oberm.